# Theodosios III
Theodosios III (Grieks: Θεοδόσιος Γ΄) was, van 715 tot 25 maart 717, keizer van het Byzantijnse Rijk.

## Leven
Theodosios was een financieel ambtenaar en belastingontvanger in het zuidelijke deel van het thema (= Byzantijnse provincie) Opsikion. Volgens één theorie was hij een zoon van de vroegere keizer Tiberios II. Nadat de plaatselijke troepen in opstand waren gekomen tegen Anastasios II, werd Theodosios tot keizer uitgeroepen. Deze uitverkiezing was aanvankelijk niet naar zijn zin: als we de kroniekschrijver Theophanes de Belijder mogen geloven ging hij zich zelfs verschuilen in de bossen rond Adramyttium. Uiteindelijk werd hij toch gevonden en als keizer onthaald in mei 715.
Aan het hoofd van zijn troepen belegerde Theodosios III onmiddellijk de hoofdstad Constantinopel, waar hij in november kon binnendringen. Vervolgens toonde hij zich merkwaardig gematigd en inschikkelijk in de behandeling van zijn voorganger en diens getrouwen. Door bemiddeling van patriarch Germanus I werd Anastasius II bereid gevonden tot abdicatie. Na zijn troonsafstand werd hij monnik in Thessaloniki.
Over Theodosios' korte regering is weinig bekend. Van meet af kreeg hij af te rekenen met een invasie van Arabieren die tot diep in Anatolië wisten door te dringen, en ook op zee het overwicht verkregen. In 716 sloot hij een voor Byzantium nadelig verdrag met de Bulgaren, met de bedoeling zich te verzekeren van hun steun in het verzet tegen de Arabische invasie in het Rijk. Deze politiek wierp haar vruchten af in 719, toen de Bulgaren te hulp kwamen om de belegering van Constantinopel door de Arabieren af te weren.
In 717 kwam Leo de Isauriër, de strategos van de Anatolische theme, samen met Artabasdus, zijn collega van de Armeense theme, in opstand tegen het bewind van Theodosios. Daarbij werd Theodosios' zoon in Nicomedia door Leo gevangengenomen. Onder druk van de omstandigheden deed Theodosios op 25 maart 717 vrijwillig troonsafstand. Samen met zijn zoon begon hij toen een kerkelijke loopbaan als geestelijke.
Volgens de overlevering werd ex-keizer Theodosios rond 729 bisschop van Efeze. Moderne historici vermoeden echter veeleer dat voornoemde bisschop niet hij, maar wel zijn (gelijknamige?) zoon was. Wat er ook van zij, deze bisschop was alleszins nog in leven op 24 juli 754, toen hij deel nam aan het (iconoclastische) Zevende oecumenische Concilie van Constantinopel en Hieria.

## Referentie
- The Oxford Dictionary of Byzantium, Oxford University Press, 1991.